# ریدو-ونیر وارد
ریدو-ونیر وارد (انگلیسی: Rideau-Vanier Ward) یا بخش دوازده یک بخش شهرداری در اتاوا، انتاریو، کانادا است.